# Merkstift

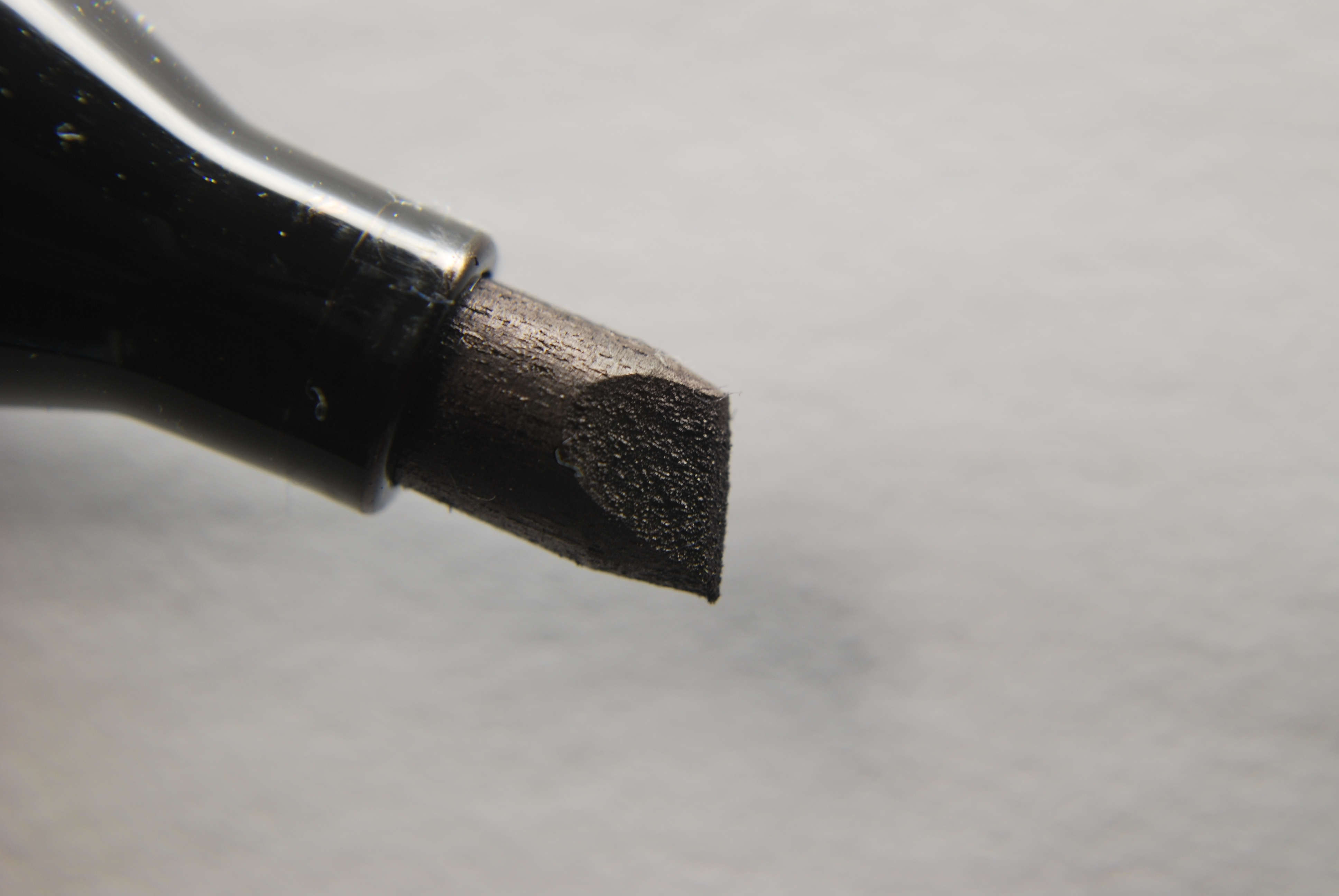
De punt van een merkstift

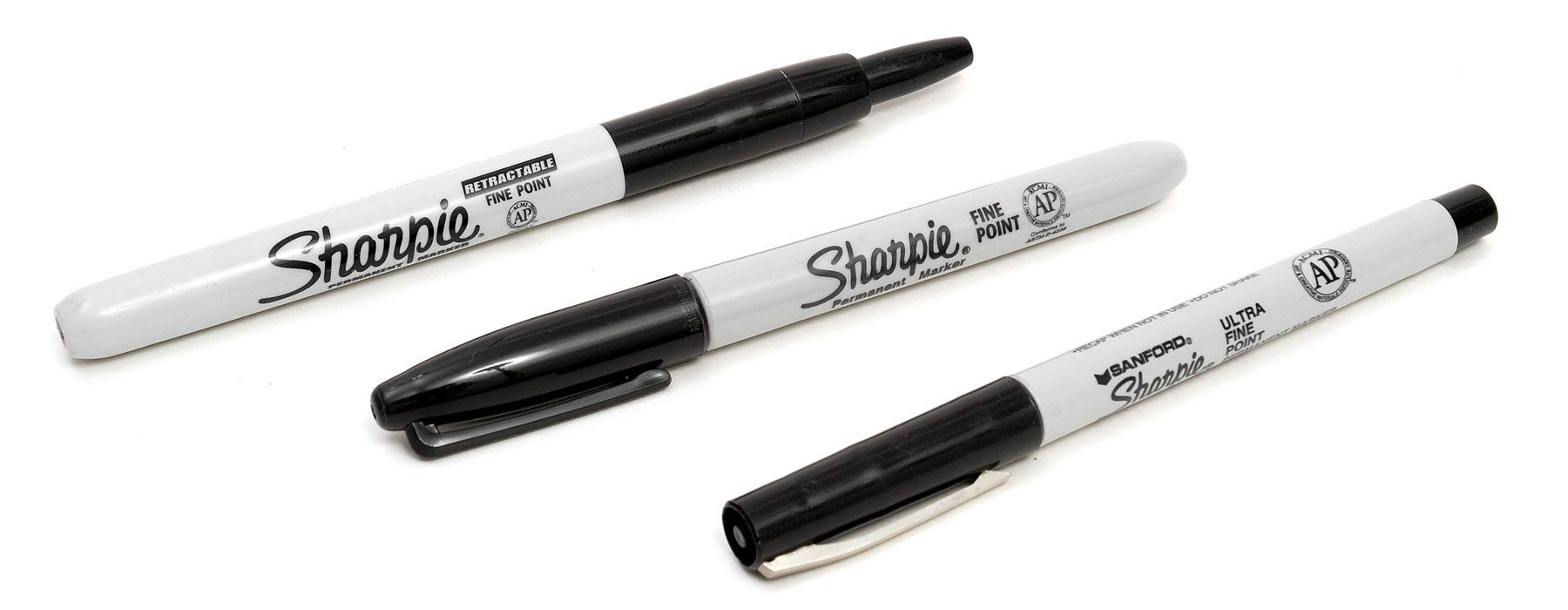
Drie Sharpie-merkstiften

Een merkstift (soms ook markeerstift, dikke stift, benzinestift of alcoholstift) is een soort viltstift waarmee op bijna alle ondergronden geschreven kan worden. Als de inkt van de stift opgedroogd is, is deze niet meer simpel met water te verwijderen, alleen nog met een oplosmiddel of aceton. De stift wordt daarom gebruikt om zaken te merken, bijvoorbeeld de tennisballen van de tennisvereniging, zodat deze niet verwisseld worden met ballen die de leden van huis meebrengen.